# Gete-linie

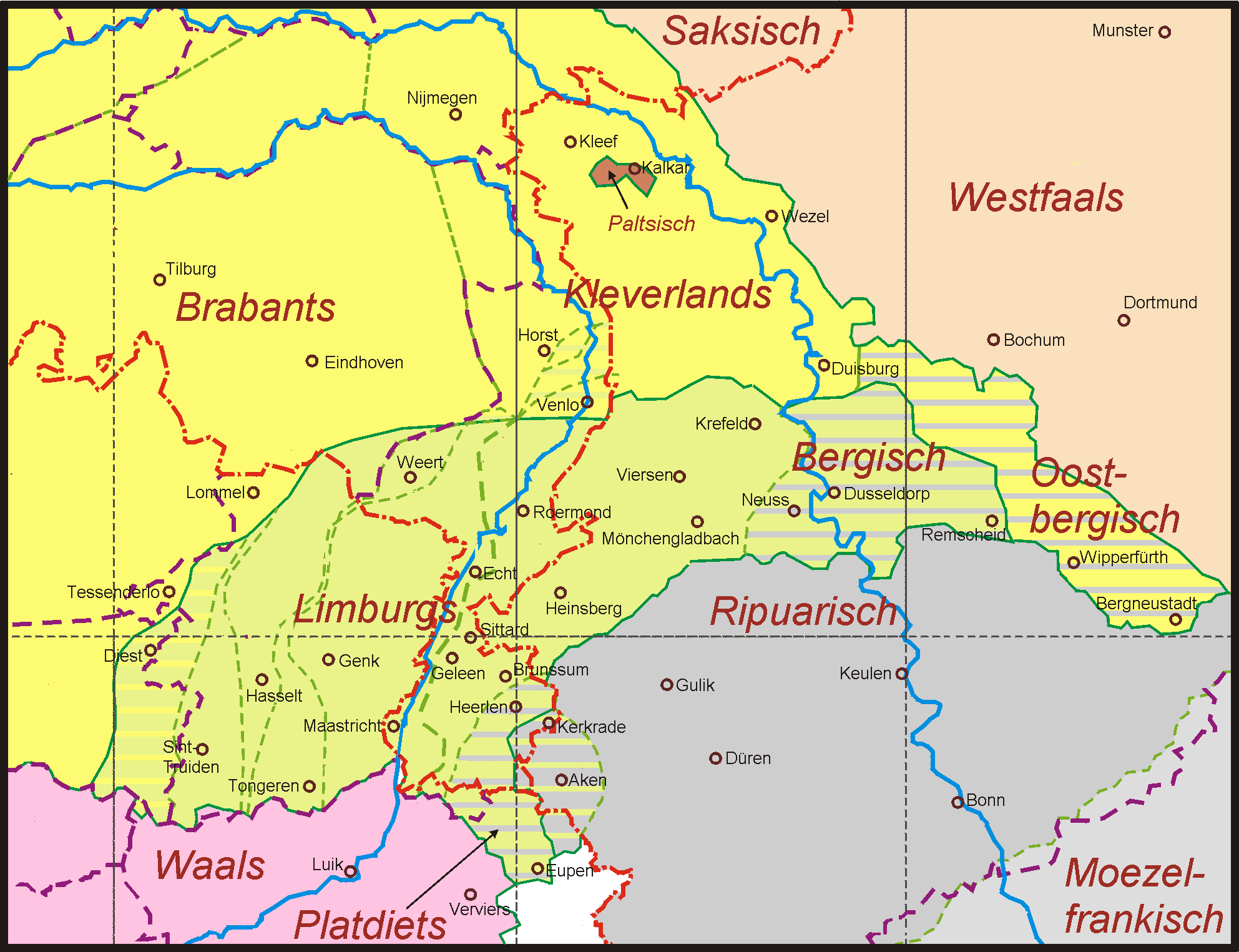
De positie van de Getebundel in het Limburgs-Nederrijnse dialectcontinuüm. De meest links gelegen groene stippellijnen vormen de Gete-linie of Gete-bundel, de dikke groene lijn helemaal links is de Uerdinger-linie.

Met de Gete-linie, Gete-lijn of Gete-bundel wordt in de dialectologie een verzameling isoglossen in Belgisch Limburg bedoeld. Deze isoglossenbundel begint in het zuiden bij de Nederlands-Franse taalgrens iets ten zuidwesten van Montenaken. Noordoostelijk van Leopoldsburg valt hij uiteindelijk samen met de Uerdinger linie. De samenvallende lijnen lopen vervolgens iets ten oosten van Lommel Nederland binnen.
De Gete-linie loopt als aparte isoglosse steeds iets ten oosten van de Uerdinger linie en vormt de westgrens van het gebied waar in taalkundig opzicht Limburgse dialecten worden gesproken die nog enige invloeden van de Keulse expansie hebben ondergaan, zoals meervoudsvorming door middel van een umlaut (in het Truierlands). Ook het gebruik van enkele typisch Limburgse woorden zoals eek voor "azijn" houdt na deze isoglossenbundel volledig op. De dialecten die worden gesproken tussen de Gete-linie en de Uerdinger linie zijn overgangsdialecten met naast nog enkele Limburgse al veel Brabantse kenmerken. Deze dialecten staan bekend als het Getelands. Ten noorden en westen van de Uerdinger linie zijn de dialecten helemaal Brabants.
De Gete-linie is vernoemd naar de Kleine en Grote Gete. 